# Mass Effect
Mass Effect es un videojuego de rol de acción y disparos en 3.ª persona de ciencia ficción para Xbox 360, Microsoft Windows y posteriormente PlayStation 3, desarrollado por BioWare, famoso estudio desarrollador de juegos de rol como Jade Empire, Star Wars: Caballeros de la Antigua República, Neverwinter Nights, Dragon Age y la saga Baldur's Gate. La edición de Xbox 360 se presentó a nivel global en noviembre de 2007, publicada por Microsoft Game Studios. La edición para Microsoft Windows se presentó el 28 de mayo del 2008 y fue publicada por Electronic Arts. La edición para PlayStation 3 se presentó el 4 de diciembre de 2012 dentro del recopilatorio Mass Effect Trilogy, cuya conversión a la consola de Sony corrió a cargo de la empresa Edge of Reality y fue publicada por Electronic Arts.
El juego está ambientado en el año 2183, y traslada al jugador a ocupar el lugar del o de la Comandante Shepard, a elección del jugador, quien es un soldado de élite de la flota de la Alianza de Sistemas (una organización que aglutina a todas las antiguas naciones de la Tierra) en una trama que, poco a poco, le involucrará en un complot de dimensiones galácticas. El orden de las misiones principales puede ser alterado por el jugador y así cambiar el orden en el que se desencadenan los acontecimientos de la historia.
Posteriormente se han publicado dos secuelas del juego hasta completar una trilogía: Mass Effect 2 en 2010 y Mass Effect 3 en 2012.
El juego Mass Effect fue nombrado "Juego del año 2007" por The New York Times y obtuvo el primer puesto en la lista de mejores juegos de Xbox 360 por IGN.
En noviembre de 2024, Amazon MGM Studios confirmó que está desarrollando una adaptación live action del juego, escrita y producida por Daniel Casey.

## Sinopsis

### “Mass Effect”
El director del proyecto, Casey Hudson, explicó el término Mass Effect ("efecto de masa") de la siguiente manera:

Dentro del universo del juego, el efecto de masa es un fenómeno físico recientemente descubierto (por los humanos) que tiene propiedades similares a las de otras fuerzas como la gravedad y el electromagnetismo. Es lo que los físicos en la vida real llaman "energía oscura" como una explicación de la aceleración de la expansión del Universo.

Cameron explicó que algunas criaturas evolucionan para sentir y manipular el efecto de masa al igual que las criaturas reales como tiburones y anguilas eléctricas son capaces de detectar y manipular el electromagnetismo en formas peculiares. Estas capacidades de formación y manipulación están disponibles en Mass Effect para los humanos, a través de prótesis. A estos Humanos se les denomina bióticos.

### Temas
La historia de Mass Effect recae principalmente en el género de la ópera espacial y explora temas como la colonización del espacio, la intolerancia, vigilantismo y la inteligencia artificial. La historia, con elementos Hombre vs Máquina, ha sido comparada, tanto con las novelas Berseker, de Fred Saberhagen y Battlestar Galactica, así como a las novelas Pórtico de Frederik Pohl. De acuerdo con Casey Hudson, el director del proyecto en Bioware, Aliens, Blade Runner, Star Wars, Final Fantasy: La Fuerza Interior y Star Trek sirvieron de inspiración para el juego.

### Situación inicial
Mass Effect está situado en el año 2183. Treinta y cinco años antes, la humanidad descubrió un alijo de tecnología construido por una civilización tecnológicamente avanzada pero extinta. Esta raza se denominaba Proteanos. Gracias al estudio y adaptación de esta tecnología la Humanidad ha logrado salir del Sistema Solar y establecer numerosas colonias, además de encontrar a varias especies extraterrestres, todo esto en la Vía Láctea. La utilización de herramientas de tecnología proteana, conocidos como Relés de Masa ha permitido a las diversas especies viajar instantáneamente a través de vastas extensiones de la Galaxia.
El juego tiene lugar principalmente en dos escenarios: El prototipo de fragata SSV Normandía y la Ciudadela, una gigantesca y antigua estación espacial supuestamente construida por los Proteanos y que actualmente actúa como centro de la civilización galáctica. Sin embargo, a lo largo del juego el jugador puede navegar, mediante la Normandía, a varios planetas, lunas y otros destinos.
En el juego la humanidad ha formado la Alianza de Sistemas Humanos, uno de los muchos organismos independientes que componen el colectivo del Espacio de la Ciudadela, este último es gobernado por un órgano conocido como el Consejo de la Ciudadela, que se compone de un miembro de cada una de las tres razas más poderosas y destacadas: Turianos, Asari y Salarianos.
Diario
El diario del juego tiene misiones y tareas, para completar. El diario, es la lista, o el listado de las misiones y tareas, y son los objetivos del juego. Las misiones son principales, para terminar y completar el juego. Las tareas, son opcionales, para completar otras misiones, y o tareas del juego. Pero tendrás que completarla con más puntos de experiencia, y o coleccionables, y otras recompensas, y o cierta información. Las misiones y las tareas, son principales, y son opcionales, y de la historia del juego, y para el diario, y la lista o el listado de las misiones y tareas del diario del juego.
Misiones
El juego tiene 8, o 9 misiones principales del juego, y también en la trama, tiene otras misiones, y o u otras tareas. Las misiones principales del juego, son:
1. Intro: Prólogo: En la Normandía
2. Prólogo: Encontrar la baliza
3. La Ciudadela: Desenmascarar cazar a Saren
4. La Ciudadela: Garrus
5. La Ciudadela: Wrex: El corredor sombrío
6. La Ciudadela: Encontrar a la quariana
7. Encontrar buscar a Liara T'Soni en el Cúmulo Artemis Tau
8. Noveria: el interés de los geth >> Noveria: La matriarca benezia | Noveria: La muerte de una matriarca >> Noveria: El Pico 15 >> Noveria: Contaminación >> Noveria: Restablecer la electricidad >> Noveria: La Estación Grieta | >> Noveria: Los laboratorios de seguridad
9. Virmire: El plan de Saren | >> Virmire: Ataque
10. Feros: Ataque geth >> Feros: La thoriana >> Feros: La colonia se ha salvado | Feros: El fin de la colonia
11. Ir de vuelta en la Ciudadela >> Habla con el Capitán Anderson >> Una carrera contrarreloj >> La Ciudadela: se ha salvado | La Ciudadela: El fin de la Ciudadela
12. Ilos: Encuentra el Conducto >> | Ilos: Hacia las trincheras
13. Una carrera contrarreloj: El Soberano >> | Una carrera contrarreloj: El Conducto >> Una carrera contrarreloj: La batalla final | Una carrera contrarreloj: Saren ha derrotado | Una carrera contrarreloj: El Soberano ha muerto

### Personajes

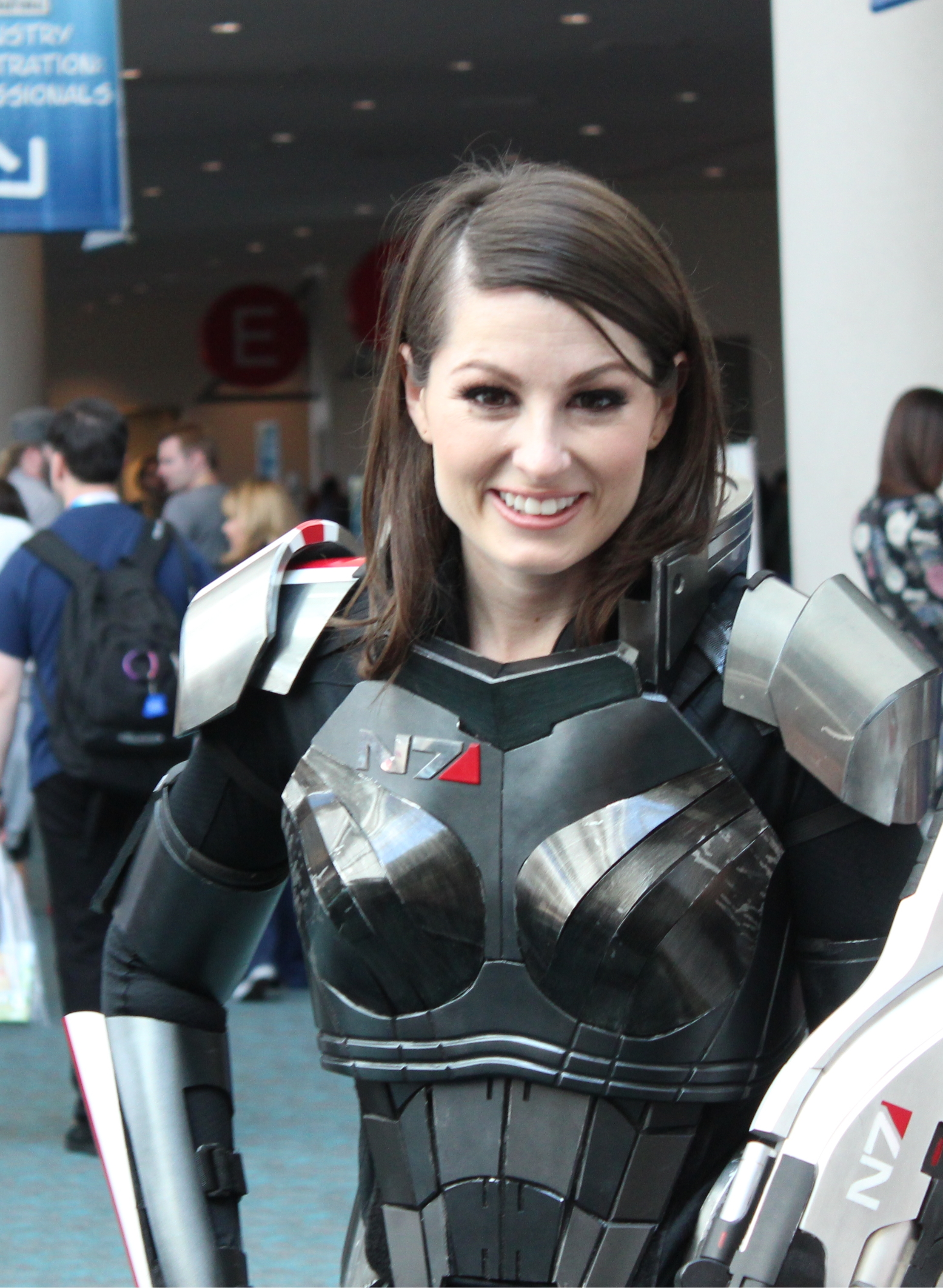
Cosplay de la Comandante Shepard

El jugador asume el papel del Comandante Shepard, un soldado de la Alianza. Este puede ser personalizado por el jugador hasta cambiándole el género. La apariencia del personaje también varía en función de las armas y armaduras que el jugador utiliza. Además de la personalización y apariencia de Shepard, el jugador puede elegir también el trasfondo del personaje, lo que influye en el diálogo a lo largo del juego, así como las distintas clases de misiones que pueden estar disponibles.
El jugador principal (Shepard) siempre está acompañado por otros dos personajes que le apoyan en el combate y contribuyen en el diálogo. Estos personajes no son creados por el jugador y el control sobre ellos se limita a la dirección del equipo (Avanzar, agruparse, cubrirse) y la utilización de sus habilidades tecnológicas y bióticas. A bordo de la Normandía el jugador puede construir y reforzar las relaciones entre Shepard y estos personajes.
Hay personajes que se unen a lo largo de la historia, cada uno con su propia historia y sus propias razones para ayudar al personaje principal. Tres de los personajes son humanos y los otros cuatro son extraterrestres: un turiano, una asari, un krogan y una quariana.
Miembros de pelotón:
- Comandante Shepard
- Ashley Williams
- Kaidan Alenko
- Tali'Zorah Nar Rayya
- Urdnot Wrex (*Opcional)
- Garrus Vakarian (*Opcional)
- Liara T'Soni

Aliados:
- Jeff "Joker" Moreau (Piloto)
- Donnel Udina (Embajador)
- David Anderson (Capitán)
- Karin Chakwas (Doctora)

Enemigos:
- Saren Arterius
- Lady Benezia
- El Soberano
- La Thoriana

### Reparto
- Mark Meer como el comandante Shepard, si el jugador decide que el personaje principal es hombre.
- Jennifer Hale, voz de la comandante Shepard, si el jugador decide que el personaje principal es mujer.
- Keith David, que presta su voz como el capitán David Anderson.
- Raphael Sbarge da voz al teniente Kaidan Alenko, marine de la Alianza de Sistemas a bordo de la SSV Normandía.
- Ali Hillis sirve como la voz de Liara T'Soni, mientras que Jillian Murray fue el modelo para su estructura corporal.
- Lance Henriksen, un actor y artista de Nueva York como la voz del almirante Hackett.
- Marina Sirtis presta su voz para el personaje de la matriarca Benezia.
- Fred Tatasciore, desempeña la voz de Saren Arterius, el antagonista de Mass Effect.
- Seth Green presta su voz para Jeff Joker Moreau, el piloto de la SSV Normandía.
- Steven Barr da la voz de Urdnot Wrex.

### Especies
- Humanos

El descubrimiento de ruinas proteanas en Marte en 2148 fue la primera prueba de que había civilizaciones avanzadas en el universo. Cuando se descubrió en 2149 que Caronte, la luna helada de Plutón, era en realidad un gigantesco relé de masa, fue cuando se pudo llegar a mundos hasta entonces desconocidos. La primera colonia humana fuera del sistema solar se estableció en Eden Prime, pues tenía similitudes con la Tierra. En 2157 la humanidad activaba cualquier relé de masa que descubría, práctica considerada irresponsable por las especies del Consejo de la Ciudadela. El primer contacto con una especie alienígena se dio cuando una patrulla turiana descubrió a la flota humana intentar activar un relé de masa (prohibido por el Consejo), esta lanzó un ataque del cual solo sobrevivió una nave humana que se retiró a la colonia de Shanxi, dando comienzo a la guerra del primer contacto. Con la victoria de la humanidad, las especies del brazo de perseo vieron como era la primera especie que se igualaba en civilización y potencia militar a los turianos, antes pensados invencibles. En 2165 se le concede a la humanidad una embajada en la Ciudadela. La velocidad con la que ganó poder e influencia despertó la desconfianza en la comunidad galáctica.
En apenas pocos siglos, los humanos han aumentado su esperanza de vida hasta los 150 años. Esto se debe al avance tecnológico de la especie, ya que se han permitido curar muchas enfermedades y evitar guerras, al menos entre las naciones más prósperas.
Son originarios del planeta Tierra.
- Asari

Las asari son una especie de hembras humanoides famosas por su sabiduría, su inteligencia y sus grandes capacidades bióticas. Fueron la primera especie en llegar a la Ciudadela, así que ocupan un lugar especial a los ojos de las demás especies. Aunque su gran confianza en sí mismas es proverbial, también son conocidas por sus actos altruistas y generosos. Por ese motivo las demás especies aceptan sus consejos en casi cualquier materia.
Las asari tienen un fuerte sistema de regeneración celular. Aunque su capacidad curativa no es muy superior a la de las demás especies, no es raro que una asari alcance los 1000 años de vida.
Aunque tienen un único sexo, esto no significa que sean asexuadas, como las formas de vidas unicelurares. Todas las asari son hembras. Las asari proporcionan dos copias de sus propios genes a su descendencia, el segundo juego genético se altera en un proceso único que se conoce como fusión.
Durante la fusión, la asari conecta de manera premeditada los patrones eléctricos de su sistema nervioso a los de su compañero (otra asari o un miembro de otra especie y de cualquier sexo). Cuando la asari está excitada, su sistema nervioso emite y recibe impulsos directamente a través de la piel. A efectos prácticos, la asari y su compañero comparten un sistema nervioso unificado.
Este método único de reproducción es la causa de que las asari sean bióticas de tanto talento. Han evolucionado de manera que pueden controlar sus impulsos nerviosos de manera consciente, una capacidad muy parecida a la que proporciona el entrenamiento biótico. Las creencias de las asari sostienen que durante la fusión de genes, su descendencia recibe las mejores cualidades de su "padre", pero las pruebas al respecto son meramente anecdóticas.
Las asari viven varios siglos y pasan por tres etapas vitales. La primera etapa es la de doncella, durante la que exploran la galaxia y se relacionan con otras especies para adquirir conocimientos y sabiduría. La segunda es la fase de matrona, en la que empiezan a tener numerosa descendencia. La fase final es la de matriarca, en la que dejan de reproducirse y asumen el papel de líderes y consejeras. Éste es el estamento más alto de la sociedad asari. La transición entre las diferentes fases no depende del tiempo, sino que es una decisión consciente de madurar que toman las asari cuando creen que han logrado el conocimiento y la sabiduría necesarios.
Son originarias del planeta Thessia.
- Salarianos

Los salarianos son de metabolismo rápido (piensan rápido, se mueven rápido, hablan rápido), lo cual les da una esperanza de vida de unos 40 años. Para asegurar la continuidad de su especie se espera que dejen mucha descendencia. Esto lo hacen a través de "matrimonios concertados"; contratos de reproducción en el que ambas familias se ponen de acuerdo para que sus hijos tengan descendencia. Fueron la segunda especie que llegó a la Ciudadela y que la creó el Consejo junto a las asari. Son famosos por su don para la tecnología, la información y el espionaje. Aunque conocen muchos secretos de las demás especies, suelen ser respetados por las demás especies.
Son originarios del planeta Sur´Kesh.
- Turianos

Una de las 3 "grandes" especies y la última en unirse al Consejo, junto con las asari y los salarianos. Los turianos tienen un gran sentido del honor y valoran la disciplina. Como pacificadores, emplean su ejército para la paz y el orden. Hasta la guerra del primer contacto, se pensaba que los turianos eran invencibles en el aspecto militar. Desde ese acontecimiento no tienen a la humanidad en alta estima.
Son originarios del planeta Palaven.
- Krogan

Los krogan son una especie con aspecto reptiliano, despiadados y brutales. Pueden llegar a vivir varios siglos. Cuando la amenaza de los rachni era de inmensas proporciones, ellos lograron su exterminio completo y el reconocimiento del Consejo. Capaces de reproducirse por centenares, cuando su número creció sustancialmente, y su mundo se quedaba pequeño, empezaron a asaltar dominios cercanos a su mundo incluso aunque estuvieran colonizados. Los salarianos previendo el peligro, diseñaron un arma biológica para alterar su genética y que solo se hiciera viable 1 de cada 1000 embarazos krogan, hecho conocido como "Genofagia".
De acuerdo con los hechos, son tan lóngevos como las asaris, así que suelen llegar a los 1000 años de vida, más o menos.
Son originarios del planeta Tuchanka.
- Quarianos

Los quarianos son humanoides nómadas que siempre llevan sus rostros ocultos tras cascos y sistemas de respiración debido a su débil sistema inmunológico. Fueron quienes crearon la inteligencia artificial conocida como los "Geth", cuando esta se rebeló hace 300 años, los quarianos intentaron su exterminio, al acabar la guerra, (ganada por los geth) a los quarianos solo les quedó una flota destartalada, pero la más grande de la galaxia. Las demás razas los miran con algo de desprecio, por ser en parte una raza vagabunda y por introducir en el universo una IA renegada. A pesar de ello, los quarianos son superiores en muchas razas en cuanto a su habilidad tecnológica. Con muy pocos recursos son capaces de crear hasta complejos motores de efecto de masa.
Su aspecto, siendo un misterio al principio, puede ser revelado durante la tercera parte del juego. Los quarianos son una especie que tiene cierto aspecto casi tan humanoide como las asaris, aún que estas carecen de pelo, los quarianos no lo hacen. Sus ojos son brillantes y además tienen ciertas marcas características sobre el cuello y la cara.
Son originarios del planeta Rannoch.
- Geth

Los geth son una raza humanoide de inteligencias artificiales unidas en red y creadas por los Quarianos para su uso en el trabajo y la guerra. Con el tiempo empezaron a cuestionar su existencia, suceso que llevó a sus creadores a una guerra para exterminarlos. Vencieron a los Quarianos y los expulsaron de su propio planeta. Son vistos como un enemigo por toda la galaxia.
Comenzaron a seguir a los segadores porque son lo más cercano a un Dios para ellos. Durante el segundo juego se descubre que no todos los geth quisieron seguir a los segadores, y los que así lo hicieron fueron conocidos como "herejes". En la tercera parte del juego se explica el motivo por el cual los geth fueron obligados a alzarse, dejando claro que fueron los quarianos los que comenzaron la guerra al ver que estos se volvían seres inteligentes, y aunque no todos estuvieron de acuerdo, si bien algunos lucharon a favor de los geth y esto es algo que ellos jamás olvidan.
Son originarios del planeta Rannoch.
- Cuidadores

Los cuidadores son una especie muy dócil de insectoides, con varias extremidades, famosa por su increíble y metódica ética de trabajo que sirven de "personal de mantenimiento" en la Ciudadela. Son inofensivos y se les considera como una especie de pulgones de gran inteligencia. Aunque no hablan se comunican mediante imágenes telepáticas, esto hace que mucha gente busque una forma de relacionarse con ellos, pero está prohibido por el consejo. Como no suponen ninguna amenaza y solo existen para el mantenimiento y la reparación de la estación espacial, han acabado siendo casi "invisibles" para el resto de las especies. Su actitud es de indiferencia hacia las demás criaturas, si exceptuamos su tendencia a intentar ayudar a que el resto de las especies se integre en la Ciudadela.
Son originarios de la Ciudadela.
- Elcor

Los elcor son miembros de la Ciudadela pero no pertenecen al Consejo. De gran tamaño y rostro plano poseen largas extremidades superiores que llegan hasta el suelo. Provienen de un mundo de muy alta gravedad, en consecuencia han desarrollado dos pares de musculosas y resistente piernas. Ya que una caída en su mundo podría ser mortal esto ha tenido impacto en su carácter y su manera de hablar que es lenta y monótona. Cuando se comunican entre sí, los elcor recurren en gran medida a al lenguaje corporal y a las feromonas. La postura, la posición y unos gestos de increíble sutileza son herramientas de comunicación que hacen que la sonrisa humana parezca una burda exageración. Debido a su falta de expresión facial y su hablar los elcor se dieron cuenta de que podía ser un problema para comunicarse con otras especies, de tal manera que aprendieron a usar el lenguaje para comunicar sus emociones. Durante la guerra, los Elcor suelen servir como tanques, transportando pesados cañones, imposibles de llevar para otras razas.
Son originarios del planeta Dekuuna.
- Hanar

Los hanar son una raza alienígena que se comunica por medio de bioluminiscencia. Tienen un aspecto parecido a la medusa, término que piensan que es una forma despectiva para referirse a ellos. Muchos adoran a los proteanos, a los que llaman "dómines", debido a algunas ruinas proteanas encontradas en su mundo de origen. Son extremadamente educados y se ofenden muy fácilmente ante el lenguaje impropio. Se refieren a sí mismos en tercera persona, y jamás dicen su auténtico nombre (el cual suele ser muy largo y complejo), únicamente suelen saberlo aquellas personas que son lo suficientemente cercanos a ellos.
Son originarios del planeta Kahje.
- Volus

Los volus son de estatura baja y de aspecto rechoncho, están ataviados con un casco respirador y un "exo-traje" debido a que proceden de un mundo de alta presión atmosférica con una bioquímica basada en el amoníaco, el aire común de oxígeno les resulta venenoso y la baja presión haría estragos en sus cuerpos. Son altamente hábiles en el comercio, por lo cual ellos hicieron el Acta Bancaria Unificada que establece los créditos como moneda. Es una raza sensible y pacífica.
Son originarios del planeta Irune.
- Vorcha

Conocidos por su biología única y su conducta agresiva, la vorcha son una primitiva raza que viven entre la galaxia más oscura y en los lugares más peligrosos. Su naturaleza salvaje y la capacidad de adaptación a diferentes ambientes hace que el resto de la civilización galáctica los considere una plaga, carroñeros y con presencia generalmente mal vista. Solo viven hasta los 20 años.
- Yahg

Los Yahg son una raza de depredadores provenientes del planeta Parnack, conocidos por su violento y agresivo comportamiento, aunque ello no ha mermado sus increíbles capacidades cognitivas, que hacen que puedan llegar a aprender al mismo ritmo que un salariano. Tienen 8 ojos que les da una gran visión.
- Rachni

Los rachni (ahora extintos), eran una especie de insectoides con cola como látigo, formada básicamente por obreros, soldados y reinas. Su forma de vida era conquistar, destruir formas de vida que se encontraran a su paso y colonizar estableciendo nuevas colmenas. Eran poderosos e inteligentes, capaces de viajar por las estrellas.
Son originarios del planeta Suen.
- Proteanos

Durante muchos milenios, los proteanos eran la única especie en la galaxia capaz de viajar por las estrellas, utilizaban los relés de masa para viajar por los sistemas que habían colonizado. Los historiadores no comprenden que pudo causar la desaparición de la civilización proteana, esta raza fue extinta por los llamados "segadores" quienes cada 50.000 años aniquilan sistemáticamente las razas potencialmente desarrolladas del universo.
Su planeta de origen es desconocido (aunque se cree que este fuera Ilos).
- Segadores

Los Segadores son una especie de organismos de constitución cibernética y orgánica, se presentan como de gigantescas naves espaciales con formas parecidas a calamares. Al parecer tienen conciencia y se hacen creer alfa y omegas del universo. Son extremadamente inteligentes, debido a su experiencia y su composición tecnológica como IA. Aunque se desconoce su origen, se sabe que fueron los creadores de los relés de masa y la Ciudadela para mantener a las especies más desarrolladas bajo control. Su líder es el autodenominado "Heraldo".
Su origen es descubierto en el DLC "Leviathan", jugable en el Mass Effect 3.
- Batarianos

En la década de 2160, la Alianza comenzó la colonización agresiva de los mundos del Confín Skylliano, para consternación de los batianos que llevaban décadas desarrollando la región. En 2171, los batarianos solicitaron que el Consejo declarara el Confín como “zona de interés batariano”, pero el Consejo se negó, de manera que los mundos no colonizados quedaron disponibles para que los humanos se instalaran en ellos.
Como protesta, los batarianos cerraron su embajada en la Ciudadela y anularon las relaciones diplomáticas oficiales con el Consejo, convirtiéndose en un estado renegado. También promovieron una guerra encubierta en el Confín, mediante la financiación y el suministro de armas a organizaciones criminales que debían atacar las colonias humanas.
Las hostilidades alcanzaron su punto álgido con el Ataque Skylliano de 2176, una maniobra en la que la capital humana de Elysium fue atacada por piratas y esclavistas financiados por los batarianos. En 2178, la Alianza respondió con un ataque devastador contra la luna de Torfan, que desde hacía mucho tiempo usaban como base provisional los criminales apoyados por los batarianos. Después de aquello, los batarianos se retiraron a sus sistemas y rara vez se les ve en el Espacio de la Ciudadela.

### Criaturas comunes
Hay varias especies animales de diferentes mundos del Brazo de Perseo que cabe la pena de mencionar.
- Fauces trilladoras

Es una especie rara que se suele encontrar en mundos con entornos tremendamente hostiles. Las fauces trilladoras son criaturas solitarias y es raro encontrar más de dos o tres en un mismo planeta. Viajan bajo tierra y pasan toda su vida bajo ella, un hecho destacable si tenemos en cuenta su inmenso tamaño. Pueden llegar a superar los 20 m de altura por encima del suelo, y dejan bajo tierra un cuerpo de casi el doble de ese tamaño.
Son seres agresivos y muy territoriales que se alimentan absorbiendo grandes cantidades de radiación solar. Donde mejor sobreviven es en planetas, asteroides o lunas que tengan poca o ninguna atmósfera. Las fauces trilladoras también consumen minerales del suelo en que se encuentran y los utilizan en una extraña forma de fotosíntesis, que junto con la radiación solar genera la energía que les permite mover su considerable masa.
- Varren

Es una especie carnívora que recuerda a un perro, pero que puede crecer hasta alcanzar el tamaño de un oso pardo terrestre. Se le puede cazar para aprovechar su carne.

## Juego

### Creación del personaje
Aunque en la mayoría de las capturas de pantalla e imágenes que se han tomado del videojuego aparece una misma apariencia del personaje principal, el jugador puede personalizar completamente la apariencia del personaje, el género, sus habilidades, clase militar e, incluso, su trasfondo.
Los jugadores también tienen cierto control sobre el pasado de su personaje. Es posible elegir si son nacidos y criados en el espacio (Espacial); si son nacidos y criados en una colonia humana (Colono); o si son nacidos y criados en la superpoblada Tierra (Terrestre).
También se puede elegir una identificación, algo por lo que su personaje es recordado por todos y mencionado por ello. Se puede escoger ser el único superviviente en una matanza, ser un héroe de guerra o ser un militar despiadado. Esas son las tres opciones tienen pequeños efectos en el juego, ya sea mediante conversaciones o por misiones extra.

### Clases
Existen 6 clases de personaje y 3 habilidades de ataque, cada una destaca en un campo propio. 3 de ellas son clases puras diseñadas en una sola habilidad, las otras 3 son mezclas de 2 clases, equilibradas pero sin llegar al punto de potencia de las diseñadas para un único fin.
Habilidad de Combate: Tiene la salud mejorada. La que más daño físico inflige a los enemigos. El combate, también, es para los Soldados, y o los Vanguardias, o Infiltrados, tienen la salud mejorada.
Habilidad Biótica: Permiten manipular el entorno con impulsos cerebrales.
Habilidad Tecnológica: Debilitan o neutralizan las armas de los enemigos y decodifican sistemas de seguridad.
Adepto
Especialista en Biótica. Es el Biótico definitivo. Con el poder de su mente puede influir y manipular los objetos y enemigos del entorno cercano. Hace gran cantidad de daño y neutraliza o acaba con las ventajas del enemigo.
Centinela
Equilibrio en Biótica y Tecnología. A efectos, se centra más en la protección del grupo, con barreras cinéticas y curas con entrenamiento avanzado, Aunque puede manipular el entorno, neutralizar y atacar.
Infiltrado
Equilibrio en Combate y Tecnología. Es un soldado con nociones de tecnología, neutralizando o eliminando enemigos rápidamente. Se centra en acceder a mejor equipo y obtener, sobre el enemigo, una buena posición de combate.
Ingeniero
Especialista en Tecnología. Puede usar sus habilidades para influir en el entorno rápida y sencillamente. Se centra en adaptar el campo de batalla a sus necesidades, curar y acabar con las ventajas de su enemigo, ya sea saboteando sus armas, reduciendo sus escudos, etc.
Soldado
Especialista en combate. Tiene una salud mejorada, puede usar cualquier arma, como el fusil o el rifle de asalto, o también, la pistola, la escopeta, y el fusil o el rifle de francotirador. (Nota: Los fusiles o los rifles de francotirador se usan el zum, si no usas el zum, es medio difícil no usar el zum), excepto la omni-herramienta y puede usar armadura pesada. Se centra en el combate físico y directo.
Vanguardia
Equilibrio en Biótica y Combate. Combina las capacidades ofensivas del soldado y el adepto. Disponen de diversas armas y armaduras además de tener poderes bióticos. Se centra en acabar con el enemigo por la fuerza bruta.

### Contenido descargable
El juego ha recibido dos capítulos descargables:
- "El cielo se está cayendo". Disponible desde el 10 de marzo de 2008. Incluye una nueva localización, nuevas armas, armaduras y una nueva raza alienígena. Esta expansión está disponible en el Bazar de Xbox 360 por 400 MP (Microsoft Points) y en PC mediante una descarga gratis desde la web oficial del juego.
- "Estación Pináculo". Lanzado el 25 de agosto de 2009. Este episodio presenta nuevos retos de combate para el jugador. Disponible por 400 puntos en el Bazar de Xbox 360.

## Trilogía
Mass Effect se pensó para ser una trilogía, y así, a principios de 2008 se verificó que se estaba trabajando en una secuela de Mass Effect. Dicha afirmación se produjo en la presentación de las novelas basadas en el universo de Mass Effect.
También se confirmó la exclusividad de este título para Xbox 360 y PC. Mass Effect 2 fue lanzado en Estados Unidos el 26 de enero de 2010 para ambas plataformas y llegó a Europa el 29 de enero de 2010, y Mass effect 2 salió en PS3 en enero de 2011, este incluye una introducción que explica los sucesos del Mass Effect original para mejorar la comprensión de la trama de la segunda parte.
Los desarrolladores afirmaron que será una experiencia más rica que la original y que las misiones secundarias irán íntimamente ligadas a la trama principal, algo que quieren reforzar con respecto a la primera parte. Los desarrolladores enfatizaron también que las decisiones tomadas en Mass Effect afectarán la manera en que se desarrolle la historia de Mass Effect 2. Mass Effect 2 incorpora la opción de importar la partida completada en el primer Mass Effect, permitiéndole al jugador continuar desarrollando a una comandante Shepard según sus gustos y con continuidad con respecto a la primera versión del juego.
Por otro lado, antes de ser lanzada la segunda parte del título, Bioware aseguró estar trabajando en la tercera parte del mismo. Mass Effect 3 fue anunciado oficialmente en el VGA´s (por sus siglas en inglés) de Spike Tv en principios de diciembre del 2010, haciendo que, por primera vez en el juego, Shepard ponga pies en nuestro planeta, la Tierra. Según BioWare, todas las decisiones tomadas en los dos primeros juegos tendrá un impacto radical en esta última entrega.
Asimismo, BioWare aseguró que, más allá de la trilogía original, piensan desarrollar más juegos basados en el universo de Mass Effect. Presumiblemente se podría tratar de juegos sin Shepard como protagonista pero aprovechando la franquicia creada para el título.

## Película
En mayo de 2010, Legendary Pictures y Warner Bros anunciaron que estaban desarrollando el guion de la película. La película aún está en fase de desarrollo y ni el director ni los actores han sido anunciados oficialmente.